# Lost Girl/Episodenliste
Diese Episodenliste enthält alle Episoden der kanadischen Mysteryserie Lost Girl, sortiert nach ihrer kanadischen Erstausstrahlung. Zwischen 2010 und 2015 entstanden in fünf Staffeln insgesamt 77 Episoden mit einer Länge von jeweils etwa 45 Minuten.

## Übersicht
| Staffel | Episodenanzahl | Erstausstrahlung Kanada | Erstausstrahlung Kanada | Deutschsprachige Erstausstrahlung | Deutschsprachige Erstausstrahlung |
| Staffel | Episodenanzahl | Staffelpremiere         | Staffelfinale           | Staffelpremiere                   | Staffelfinale                     |
| ------- | -------------- | ----------------------- | ----------------------- | --------------------------------- | --------------------------------- |
| 1       | 13             | 12. September 2010      | 12. Dezember 2010       | 22. April 2013                    | 2. Juni 2013                      |
| 2       | 22             | 4. September 2011       | 1. April 2012           | 2. Juni 2013                      | 18. August 2013                   |
| 3       | 13             | 6. Januar 2013          | 14. April 2013          | 5. Januar 2014                    | 16. Februar 2014                  |
| 4       | 13             | 10. November 2013       | 16. Februar 2014        | 1. Juli 2014                      | 12. August 2014                   |
| 5       | 16             | 7. Dezember 2014        | 25. Oktober 2015        | 6. April 2016                     | 16. April 2016                    |

## Staffel 1
Die Erstausstrahlung der ersten Staffel war vom 12. September bis zum 12. Dezember 2010 auf dem kanadischen Sender Showcase zu sehen. Die deutschsprachige Erstausstrahlung sendete der Bezahlfernsehsender Sony Entertainment Television vom 22. April bis zum 2. Juni 2013.
| Nr. (ges.) | Nr. (St.) | Deutscher Titel                     | Originaltitel                       | Erstausstrahlung Kanada | Deutschsprachige Erstausstrahlung (D) | Regie            | Drehbuch          |
| ---------- | --------- | ----------------------------------- | ----------------------------------- | ----------------------- | ------------------------------------- | ---------------- | ----------------- |
| 1          | 1         | Ein Fae kommt selten allein         | It’s a Fae, Fae, Fae, Fae World     | 12. Sep. 2010           | 22. Apr. 2013                         | Erik Canuel      | Michelle Lovretta |
| 2          | 2         | Wo ein Wille ist, ist auch eine Fae | Where There’s a Will, There’s a Fae | 19. Sep. 2010           | 23. Apr. 2013                         | Robert Lieberman | Peter Mohan       |
| 3          | 3         | Oh, mein Kappa!                     | Oh Kappa, My Kappa                  | 26. Sep. 2010           | 28. Apr. 2013                         | Paul Fox         | Michelle Lovretta |
| 4          | 4         | Faetale Anziehung                   | Faetal Attraction                   | 3. Okt. 2010            | 28. Apr. 2013                         | Steve DiMarco    | Jeremy Boxen      |
| 5          | 5         | Schwein gehabt                      | Dead Lucky                          | 17. Okt. 2010           | 5. Mai 2013                           | John Fawcett     | Emily Andras      |
| 6          | 6         | Was giftig ist, isst man nicht      | Food for Thought                    | 24. Okt. 2010           | 5. Mai 2013                           | John Fawcett     | Pamela Pinch      |
| 7          | 7         | Arachnofaebie                       | ArachnoFaebia                       | 31. Okt. 2010           | 12. Mai 2013                          | John Fawcett     | Emily Andras      |
| 8          | 8         | Ärger mit Vex                       | Vexed                               | 7. Nov. 2010            | 12. Mai 2013                          | John Fawcett     | Michelle Lovretta |
| 9          | 9         | Fae-Tag                             | Fae Day                             | 14. Nov. 2010           | 19. Mai 2013                          | Steve DiMarco    | Jeremy Boxen      |
| 10         | 10        | Trauer am Morgen                    | The Mourning After                  | 21. Nov. 2010           | 19. Mai 2013                          | Paul Fox         | Michelle Lovretta |
| 11         | 11        | Faetale Gerechtigkeit               | Faetal Justice                      | 28. Nov. 2010           | 26. Mai 2013                          | Robert Lieberman | Peter Mohan       |
| 12         | 12        | Nur für Mitglieder                  | (Dis)Members Only                   | 5. Dez. 2010            | 26. Mai 2013                          | Steve DiMarco    | Jeremy Boxen      |
| 13         | 13        | Blutlinien                          | Blood Lines                         | 12. Dez. 2010           | 2. Juni 2013                          | Robert Lieberman | Michelle Lovretta |

## Staffel 2
Die Erstausstrahlung der zweiten Staffel war vom 4. September 2011 bis zum 1. April 2012 auf dem kanadischen Sender Showcase zu sehen. Die deutschsprachige Erstausstrahlung sendete der Bezahlfernsehsender Sony Entertainment Television vom 2. Juni bis zum 18. August 2013.
| Nr. (ges.) | Nr. (St.) | Deutscher Titel           | Originaltitel                         | Erstausstrahlung Kanada | Deutschsprachige Erstausstrahlung (D) | Regie            | Drehbuch                        |
| ---------- | --------- | ------------------------- | ------------------------------------- | ----------------------- | ------------------------------------- | ---------------- | ------------------------------- |
| 14         | 1         | Kampf um das Land         | Something Wicked This Fae Comes       | 4. Sep. 2011            | 2. Juni 2013                          | Robert Lieberman | Michelle Lovretta               |
| 15         | 2         | Hetzjagd                  | I Fought the Fae (and the Fae Won)    | 11. Sep. 2011           | 9. Juni 2013                          | Steve DiMarco    | Michelle Lovretta               |
| 16         | 3         | Alpträume                 | Scream a Little Dream                 | 18. Sep. 2011           | 9. Juni 2013                          | George Mihalka   | Jeremy Boxen                    |
| 17         | 4         | Spieglein, Spieglein…     | Mirror, Mirror                        | 25. Sep. 2011           | 16. Juni 2013                         | Steve DiMarco    | Emily Andras                    |
| 18         | 5         | Rudelkrieger              | BrotherFae of the Wolves              | 2. Okt. 2011            | 16. Juni 2013                         | Clark Johnson    | Alexandra Zarowny               |
| 19         | 6         | Mysteriöse Bilder         | It’s Better To Burn Out Than Fae Away | 30. Okt. 2011           | 23. Juni 2013                         | Gail Harvey      | Steve Cochran                   |
| 20         | 7         | Die Hand des Ruhms        | Fae Gone Wild                         | 6. Nov. 2011            | 23. Juni 2013                         | Lynne Stopkewich | Alexandra Zarowny               |
| 21         | 8         | Wissenshunger             | Death Didn’t Become Her               | 13. Nov. 2011           | 30. Juni 2013                         | Steve DiMarco    | Steve Cochrane                  |
| 22         | 9         | Körpertausch              | Original Skin                         | 20. Nov. 2011           | 30. Juni 2013                         | Paul Fox         | Emily Andras                    |
| 23         | 10        | Unkontrollierbare Kräfte  | Raging Fae                            | 27. Nov. 2011           | 7. Juli 2013                          | David Greene     | Jeremy Boxen                    |
| 24         | 11        | Die Mutter des Baumes     | Can’t See the Fae-rest                | 4. Dez. 2011            | 7. Juli 2013                          | Gail Harvey      | Shelley Scarrow                 |
| 25         | 12        | Die Maske des Schamanen   | Masks                                 | 11. Dez. 2011           | 14. Juli 2013                         | Lee Rose         | Grant Rosenberg                 |
| 26         | 13        | Trick in Trance           | Barometz. Trick. Pressure             | 18. Dez. 2011           | 14. Juli 2013                         | Paolo Barzman    | Steve Cochrane                  |
| 27         | 14        | Gefangen in der Spieluhr  | Midnight Lamp                         | 22. Jan. 2012           | 21. Juli 2013                         | David Winning    | Jeremy Boxen                    |
| 28         | 15        | Der Preis der Schönheit   | Table for Fae                         | 29. Jan. 2012           | 21. Juli 2013                         | David Greene     | Duana Taha                      |
| 29         | 16        | Zurück auf die Schulbank  | School’s Out                          | 12. Feb. 2012           | 28. Juli 2013                         | James Dunnison   | Jay Firestone & Harris Goldberg |
| 30         | 17        | Die Versammlung der Clans | The Girl Who Fae’d With Fire          | 19. Feb. 2012           | 28. Juli 2013                         | Brett Sullivan   | Emily Andras                    |
| 31         | 18        | Das Wasser der Amnesie    | Fae-nted Love                         | 4. März 2012            | 4. Aug. 2013                          | Michael DeCarlo  | Shelley Scarrow                 |
| 32         | 19        | Doppeltes Spiel           | Truth and Consequences                | 11. März 2012           | 4. Aug. 2013                          | Lee Rose         | Grant Rosenberg                 |
| 33         | 20        | Opfer des Krieges         | Lachlan’s Gambit                      | 18. März 2012           | 11. Aug. 2013                         | Steve DiMarco    | Steve Cochrane                  |
| 34         | 21        | Die Auserwählte           | Into the Dark                         | 25. März 2012           | 11. Aug. 2013                         | John Fawcett     | Emily Andras                    |
| 35         | 22        | Die letzte Konfrontation  | Flesh and Blood                       | 1. Apr. 2012            | 18. Aug. 2013                         | Steve DiMarco    | Alan McCullough                 |

## Staffel 3
Die Erstausstrahlung der dritten Staffel war vom 6. Januar bis zum 14. April 2013 auf dem kanadischen Sender Showcase zu sehen. Die deutschsprachige Erstausstrahlung sendete der Bezahlfernsehsender Sony Entertainment Television vom 5. Januar bis zum 16. Februar 2014.
| Nr. (ges.) | Nr. (St.) | Deutscher Titel             | Originaltitel               | Erstausstrahlung Kanada | Deutschsprachige Erstausstrahlung (D) | Regie          | Drehbuch            |
| ---------- | --------- | --------------------------- | --------------------------- | ----------------------- | ------------------------------------- | -------------- | ------------------- |
| 36         | 1         | Der eingesperrte Fae        | Caged Fae                   | 6. Jan. 2013            | 5. Jan. 2014                          | Paolo Barzman  | Emily Andras        |
| 37         | 2         | Die Untergrund-Faes         | SubterrFaenean              | 13. Jan. 2013           | 5. Jan. 2014                          | Steve DiMarco  | Stephen Cochrane    |
| 38         | 3         | Die ansteckende Krankheit   | ConFaegion                  | 20. Jan. 2013           | 12. Jan. 2014                         | Paolo Barzman  | James Thorpe        |
| 39         | 4         | Hypnotisiert                | Fae-de To Black             | 27. Jan. 2013           | 12. Jan. 2014                         | Ron Murphy     | Alexandra Zarowny   |
| 40         | 5         | Verwandelt in Schleim       | Faes Wide Shut              | 10. Feb. 2013           | 19. Jan. 2014                         | George Mihalka | Jeremy Boxen        |
| 41         | 6         | Kenzis Doppelgänger         | The Kenzi Scale             | 17. Feb. 2013           | 19. Jan. 2014                         | David Greene   | Sandra Chwialkowska |
| 42         | 7         | Wieder Zuhause              | There’s Bo Place Like Home  | 3. März 2013            | 26. Jan. 2014                         | Gail Harvey    | Brendon Yorke       |
| 43         | 8         | Die unbekannte Maschine     | Fae-ge Against The Machine  | 10. März 2013           | 26. Jan. 2014                         | George Mihalka | Alexandra Zarowny   |
| 44         | 9         | Die Zeremonie               | Ceremony                    | 17. März 2013           | 2. Feb. 2014                          | Lee Rose       | James Thorpe        |
| 45         | 10        | Die jugendlichen Straftäter | Delinquents                 | 24. März 2013           | 2. Feb. 2014                          | Gail Harvey    | Michelle Lovretta   |
| 46         | 11        | Die Fae-bysitterin          | Adventures In Fae-bysitting | 31. März 2013           | 9. Feb. 2014                          | Lee Rose       | Sandra Chwialkowska |
| 47         | 12        | Hales Vereidigung           | Hail, Hale                  | 7. Apr. 2013            | 9. Feb. 2014                          | Steve DiMarco  | Stephen Cochrane    |
| 48         | 13        | Jene, die umher wandern     | Those Who Wander            | 14. Apr. 2013           | 16. Feb. 2014                         | Ron Murphy     | Emily Andras        |

## Staffel 4
Die Erstausstrahlung der vierten Staffel war vom 10. November 2013 bis zum 16. Februar 2014 auf dem kanadischen Sender Showcase zu sehen. Die deutschsprachige Erstausstrahlung wurde vom 1. Juli bis zum 12. August 2014 in Doppelfolgen auf dem Bezahlfernsehsender Sony Entertainment Television gesendet.
| Nr. (ges.) | Nr. (St.) | Deutscher Titel                    | Originaltitel           | Erstausstrahlung Kanada | Deutschsprachige Erstausstrahlung (D) | Regie         | Drehbuch                 |
| ---------- | --------- | ---------------------------------- | ----------------------- | ----------------------- | ------------------------------------- | ------------- | ------------------------ |
| 49         | 1         | Fae-Memorabilien                   | In Memoriam             | 10. Nov. 2013           | 1. Juli 2014                          | Paolo Barzman | Emily Andras             |
| 50         | 2         | Dornröschenschlaf                  | Sleeping Beauty School  | 17. Nov. 2013           | 1. Juli 2014                          | Steve DiMarco | Alexandra Zarowny        |
| 51         | 3         | Liebende getrennt                  | Lovers. Apart.          | 24. Nov. 2013           | 8. Juli 2014                          | Andy Mikita   | Steve Cochrane           |
| 52         | 4         | Versteinert                        | Turn to Stone           | 1. Dez. 2013            | 8. Juli 2014                          | Paolo Barzman | Michael Grassi           |
| 53         | 5         | Das Spiel der Faes der Finsternis  | Let the Dark Times Roll | 8. Dez. 2013            | 15. Juli 2014                         | Ron Murphy    | Jeremy Boxen             |
| 54         | 6         | Von allen Kaschemmen ausgezeichnet | Of All the Gin Joints   | 15. Dez. 2013           | 15. Juli 2014                         | Mairzee Almas | Alex Zarowney            |
| 55         | 7         | La Fae Epoque                      | La Fae Époque           | 22. Dez. 2013           | 22. Juli 2014                         | Steve DiMarco | Michael Grassi           |
| 56         | 8         | Das Yule-Fest                      | Groundhog Fae           | 29. Dez. 2013           | 22. Juli 2014                         | Ron Murphy    | Emily Andras & Sam Ruano |
| 57         | 9         | Schicksalskind                     | Destiny’s Child         | 12. Jan. 2014           | 29. Juli 2014                         | Steve DiMarco | Steve Cochrane           |
| 58         | 10        | Wellen                             | Waves                   | 19. Jan. 2014           | 29. Juli 2014                         | Director X    | Michael Grassi           |
| 59         | 11        | Endstation                         | End of a Line           | 26. Jan. 2014           | 5. Aug. 2014                          | Ron Murphy    | Steve Cochrane           |
| 60         | 12        | Die Herkunft                       | Origin                  | 9. Feb. 2014            | 5. Aug. 2014                          | Steve DiMarco | Alexandra Zarowny        |
| 61         | 13        | Das böse Pferd                     | Dark Horse              | 16. Feb. 2014           | 12. Aug. 2014                         | Ron Murphy    | Emily Andras             |

## Staffel 5
Ende Februar 2014 wurde die Produktion einer fünften Staffel angekündigt. Diese Staffel wird zugleich die letzte sein und in zwei Hälften mit jeweils acht Episoden ausgestrahlt werden. Die Ausstrahlung der ersten acht Episoden war vom 7. Dezember 2014 bis zum 25. Januar 2015 auf Showcase zu sehen.
| Nr. (ges.) | Nr. (St.) | Deutscher Titel                   | Originaltitel                | Erstausstrahlung Kanada | Deutschsprachige Erstausstrahlung (D) | Regie          | Drehbuch                        |
| ---------- | --------- | --------------------------------- | ---------------------------- | ----------------------- | ------------------------------------- | -------------- | ------------------------------- |
| 62         | 1         | Wie die Hölle, Teil 1             | Like Hell Pt. 1              | 7. Dez. 2014            | 6. Apr. 2016                          | Paolo Barzman  | Michael Grassi                  |
| 63         | 2         | Wie die Hölle, Teil 2             | Like Hell Pt. 2              | 14. Dez. 2014           | 13. Apr. 2016                         | Paolo Barzman  | Emily Andras                    |
| 64         | 3         | Die Japanische Ehre               | Big in Japan                 | 21. Dez. 2014           | 15. Apr. 2016                         | Ron Murphy     | Alexandra Zarowny               |
| 65         | 4         | Wenn Gott ein Fenster öffnet      | When God Opens a Window      | 28. Dez. 2014           | 15. Apr. 2016                         | Mairzee Almas  | Stephen Cochrane                |
| 66         | 5         | Der Glücks-Fae                    | It’s Your Lucky Fae          | 4. Jan. 2015            | 15. Apr. 2016                         | Paolo Barzman  | Ley Lukins                      |
| 67         | 6         | Klare Augen, Fae-Herzen           | Clear Eyes, Fae Hearts       | 11. Jan. 2015           | 15. Apr. 2016                         | David Greene   | Sandra Chwialkowska             |
| 68         | 7         | Hier kommt die Nacht              | Here Comes the Night         | 18. Jan. 2015           | 15. Apr. 2016                         | Paolo Barzman  | Michael Grassi                  |
| 69         | 8         | Ende der Faes                     | End of Faes                  | 25. Jan. 2015           | 15. Apr. 2016                         | Ron Murphy     | Ley Lukins & Lauren Gosnell     |
| 70         | 9         | 44 um die Welt zu retten          | 44 Minutes to Save the World | 6. Sep. 2015            | 16. Apr. 2016                         | Gail Harvey    | Sandra Chwialkowska             |
| 71         | 10        | Wie der Vater, so die Tochter     | Like Father, Like Daughter   | 13. Sep. 2015           | 16. Apr. 2016                         | Paolo Barzman  | Alexandra Zarowny               |
| 72         | 11        | Die gute alte Walküren-Schule     | Sweet Valkyrie High          | 20. Sep. 2015           | 16. Apr. 2016                         | Bruce McDonald | Emily Andras                    |
| 73         | 12        | Tag des jüngsten Faes             | Judgement Fae                | 27. Sep. 2015           | 16. Apr. 2016                         | Lee Rose       | Lara Azzopardi & Lauren Gosnell |
| 74         | 13        | Familienportrait                  | Family Portrait              | 4. Okt. 2015            | 16. Apr. 2016                         | Ron Murphy     | Michael Grassi                  |
| 75         | 14        | Folge der gelben Straße von Trick | Follow the Yellow Trick Road | 11. Okt. 2015           | 16. Apr. 2016                         | Paolo Barzman  | Ley Lukins                      |
| 76         | 15        | Lass sie brennen                  | Let Them Burn                | 18. Okt. 2015           | 16. Apr. 2016                         | Mairzee Almas  | Sandra Chwialkowska             |
| 77         | 16        | Aufstieg                          | Rise                         | 25. Okt. 2015           | 16. Apr. 2016                         | Paolo Barzman  | Michael Grassi                  |